# 裳立山站
裳立山站（日语：／ Motate Yama eki */?）是位於滋賀縣大津市坂本本町，比叡山鐵道線（坂本纜車）的車站。
此站是坂本纜車中唯二中途車站，此站屬於山上一方的車站。乘車時需要使用車站內的電話聯絡職員，否則列車通常會通過車站。此站沒有職員當值。車站外設有遠足徑連接纜索延曆寺和坂本。

## 車站構造
月台使用木板建造，月台位於路軌南邊。由於車站附近的路軌區間是在333‰的斜坡上，因此月台都是斜坡狀，月台上設有防滑橫木條以防止絆倒。當潮濕或結霜時，上下車時需要十分小心。月台上設有小屋，內部設有可讓2～3人坐的長椅。上述已經提及，該電話用作把下一班停靠此站。車站內沒有車站大樓與廁所。

## 車站周邊
- 紀貫之墓 - 從車站經山道步行約10分鐘[2]。途中有路牌指示。
  - 裳立山之碑 - 在1912年建造，為了紀念紀貫之之碑。鄰接紀貫之墓[2]。
- 裳立山山見晴台 - 從車站經山道步行約5分鐘[2]。在前往紀貫之墓中途經過。為一座觀景台。
- 佩佐德夫妻供養塔 - 紀念德國佛教研究員布魯諾·佩佐德（德语：Bruno Petzold）和其妻子挪威音樂家漢卡·施杰爾德魯普·佩佐德（日语：ハンカ・シェルデルップ・ペツォルト）之塔[3]。

## 歷史
原本為了連接周邊的營地（櫻花發射基地的遺址）而開設此站。後來營地關閉了。
- 1949年（昭和24年） - 裳立山遊園地站（日语：／|）啟用[5]。
- 1974年（昭和49年）1月15日 - 車站改名為裳立山站[5]。

## 圖庫

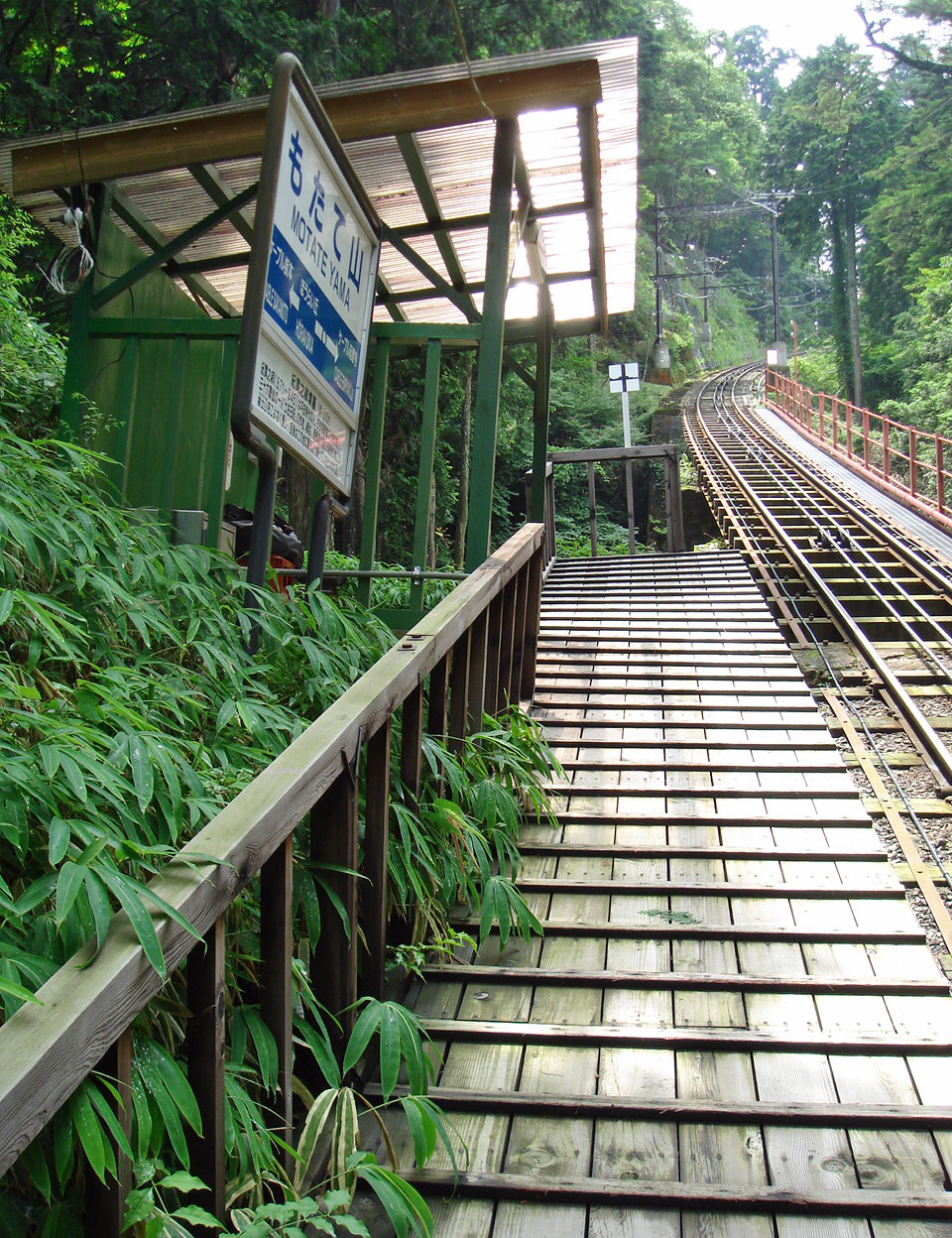
月台
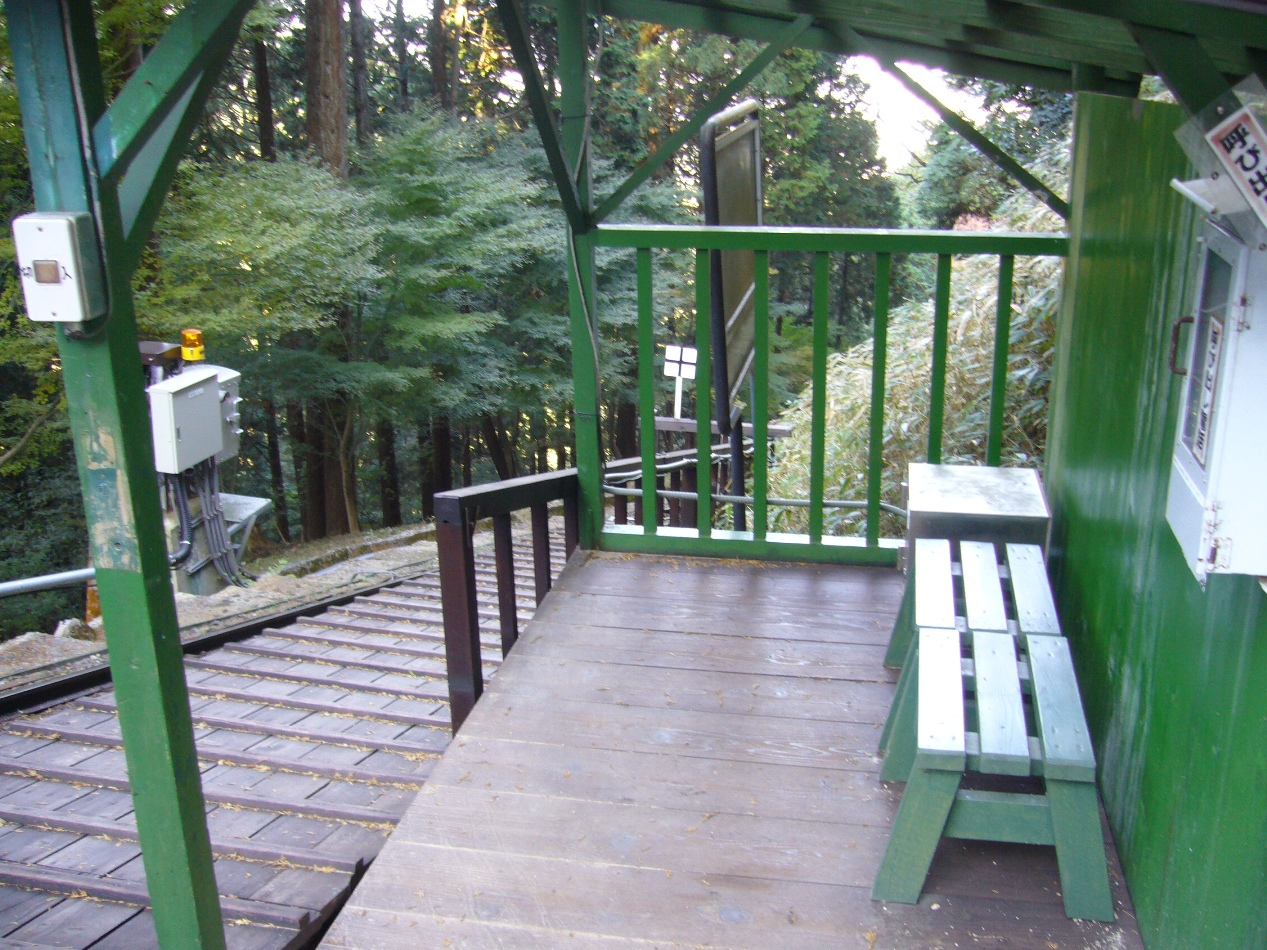
裳立山站入口候車室
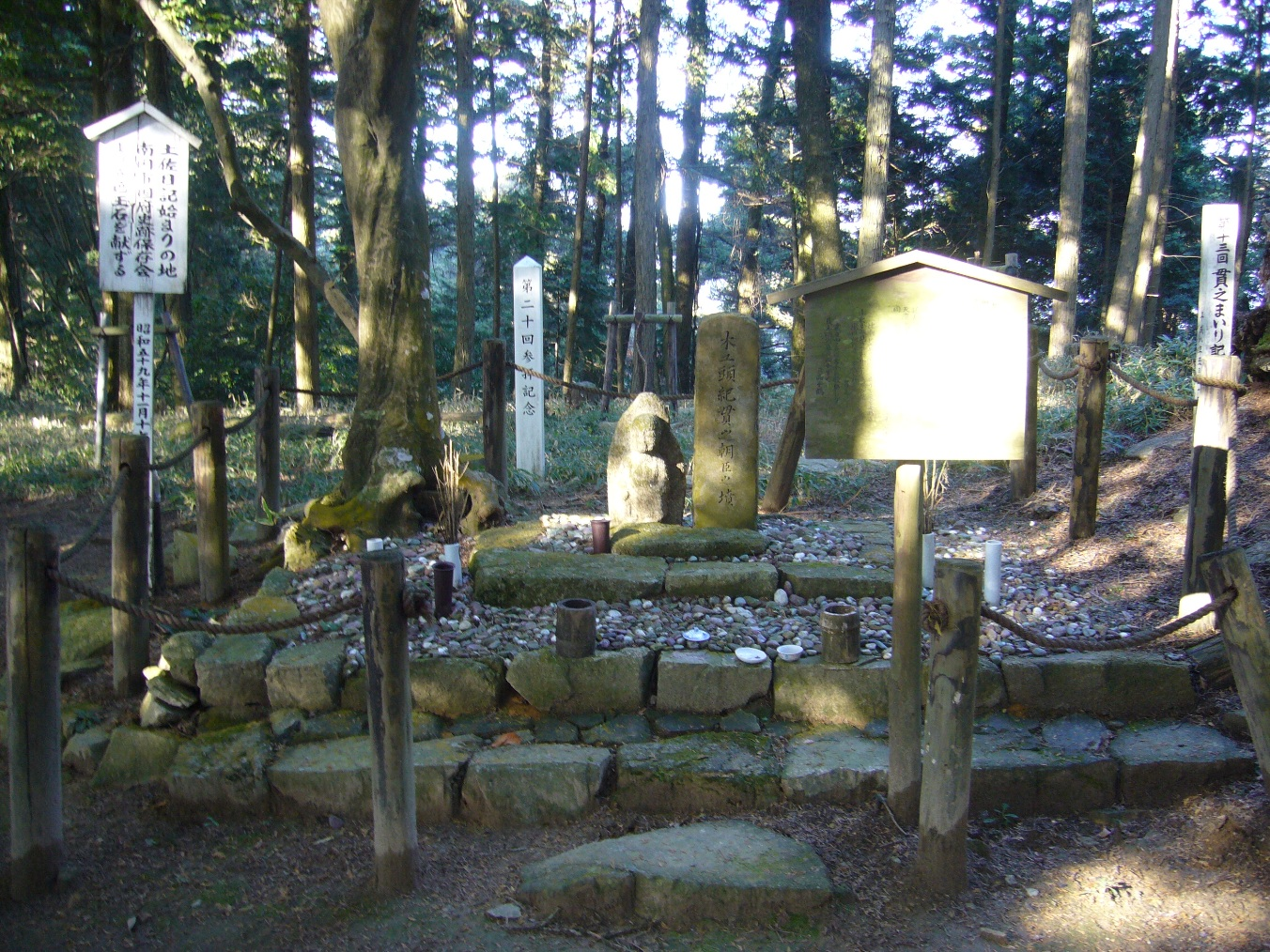
紀貫之墓
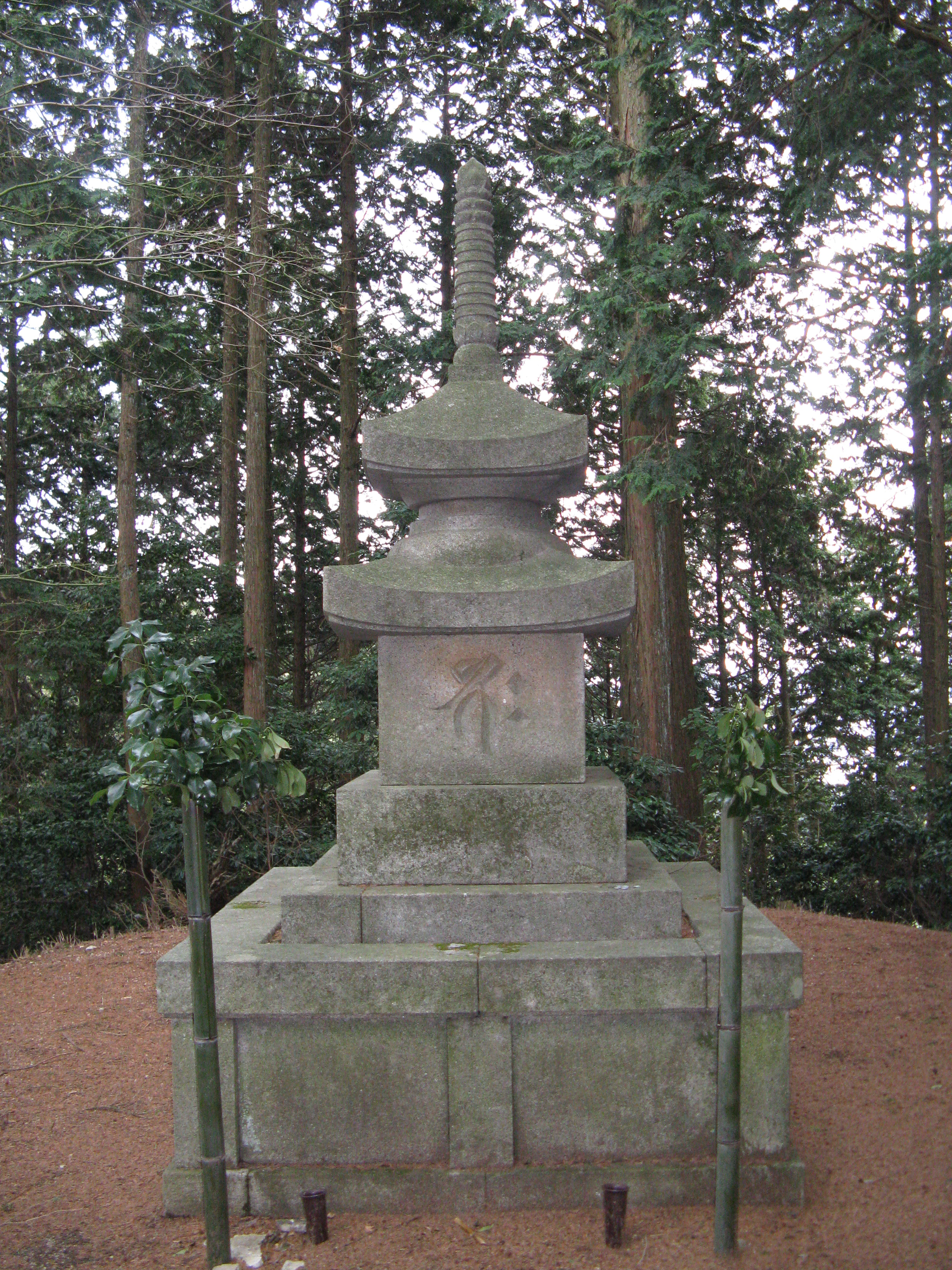
布魯諾·佩佐德權大僧正墓

## 相鄰車站
比叡山鐵道
比叡山鐵道（坂本纜車）
蓬萊丘－裳立山－纜索延曆寺
由於車站鄰近纜索延曆寺站，因此車站入口附近可望見纜索延曆寺站部分月台上蓋。

## 注腳
1. ↑  . notte!. ヴァル研究所. 2015-10-23  [2016-02-20]. 原始内容存档于2016-02-23 （日语）.
2. 1 2 3  . 比叡山鉄道.   [2016-02-19]. （原始内容存档于2021-10-27）.
3. ↑  小林ひかり.  (PDF). ペツォルトの世界 (ペツォルト夫妻を記念する会). 2010年2月, (2): 35  [2016-02-20]. （原始内容 (pdf)存档于2016-03-02） （日语）.
4. ↑  . 比叡山鉄道.   [2016-02-19]. （原始内容存档于2021-10-27） （日语）.
5. 1 2  今尾惠介（監修）.  9 関西2. 新潮社. 2009: 33. ISBN 978-4-10-790027-2 （日语）.